# Lord protektor
Lord protektor (Lord Protector) – urząd państwowy w Anglii początkowo odpowiadający stanowisku interrexa – regenta w innych krajach europejskich (Polsce, Francji), pochodzący od słowa protektorat – ochrona, nadzór i lord – najwyższej angielskiej arystokracji. W czasie pełnienia go przez Olivera Cromwella przekształcił się w urząd stałej głowy państwa.
Lord protektor, podobnie jak jego odpowiednicy, wybierany był spośród najważniejszych dostojników w państwie lub z najbliższej rodziny zmarłego bądź niepełnoletniego króla. Jego uprawnienia i przywileje zbliżone były do tych, jakie posiadał suweren. Musiał się ich naturalnie zrzec zaraz po przejęciu pełni władzy przez nowego monarchę. Lord protektor miał przede wszystkim zapewnić porządek wewnątrz państwa, zapobiegać jego destabilizacji przez zamieszki i bunty wewnętrzne oraz być widocznym znakiem siły i stabilności Anglii na arenie międzynarodowej. Objęcie tego stanowiska przez Olivera Cromwella 16 grudnia 1653, 4 lata po ścięciu (głównie za sprawą właśnie Cromwella) Karola I Stuarta, miało być symbolem chwilowego stanu rzeczy, jaki wyniknął po latach wojny domowej i królobójstwie. Tytuł ten miał być również znakiem trwałości zdobyczy republiki, świadczyć o braku monarchistycznych zapędów i pokorze zarówno Cromwella, jak i jego następcy i syna, Richarda Cromwella. Za ich rządów urząd ten posiadał władzę niemal dyktatorską.